# نو یونگ هاک
نو یونگ هاک (کره‌ای: 노영학؛ زادهٔ ۱ آوریل ۱۹۹۳) بازیگر اهل کره جنوبی است. او در مجموعه‌های تلویزیونی پادشاه و من، ملکه سوندوک و سایمدانگ، خاطرات درخشان ایفای نقش کرده‌است.